# ویسترکوف (ناحیه پلهریموف)
ویسترکوف (به چکی: Vystrkov) یک منطقهٔ مسکونی در جمهوری چک است که در ناحیه پلهریموو واقع شده‌است. ویسترکوف ۲٫۲۴ کیلومتر مربع مساحت و ۲۱۲ نفر جمعیت دارد و ۵۸۰ متر بالاتر از سطح دریا واقع شده‌است.